# Urban Nežmah
Urban Nežmah, slovenski rimskokatoliški duhovnik, ljudski misijonar in nabožni pisatelj, * 19. maj 1843, Rogatec, † 15. november 1928, Ljubljana.

## Življenje in delo
Po končani gimnaziji je vstopil v misijonsko družbo sv. Vincencija Pavlelskega v Gradcu in v letih 1868−1872 študiral bogoslovje. Posvečen je bil 1871. V letih 1872–1873 je bil zaposlen v centralni misijonski hiši v Gradcu, 1873–1881 in 1905–1906 v misijonski hiši pri sv. Jožefu nad Celjem, vsa druga leta v misijonski hiši v Ljubljani. Po Sloveniji in med beneškimi Slovenci je imel nad 250 misijonov in stanovskih duhovnih vaj.
Pod svojim imenom je izdal Duhovne vaje za duhovnike (Ljubljana, 1916), anonimno pa: Nektera duhovna opravila (Lj., 1888), Eksercicije ali tridnevne duhovne vaje za pobožno kmečko ljudstvo po načrtu sv. Vincenca Pavlelskega (Lj., 1889), Sv. Vincencij Pavljanski. Po Maynardu in Galuri (Lj., 1891), Škapulir Marijinih 7 žalosti (Lj., 1898), Beli škapulir presvete Trojice (Lj., 1888), Sinji (višnjevi) škapulir brezmadežnega spočetja Device Marije.